# یوتی‌سی ۳:۳۰+

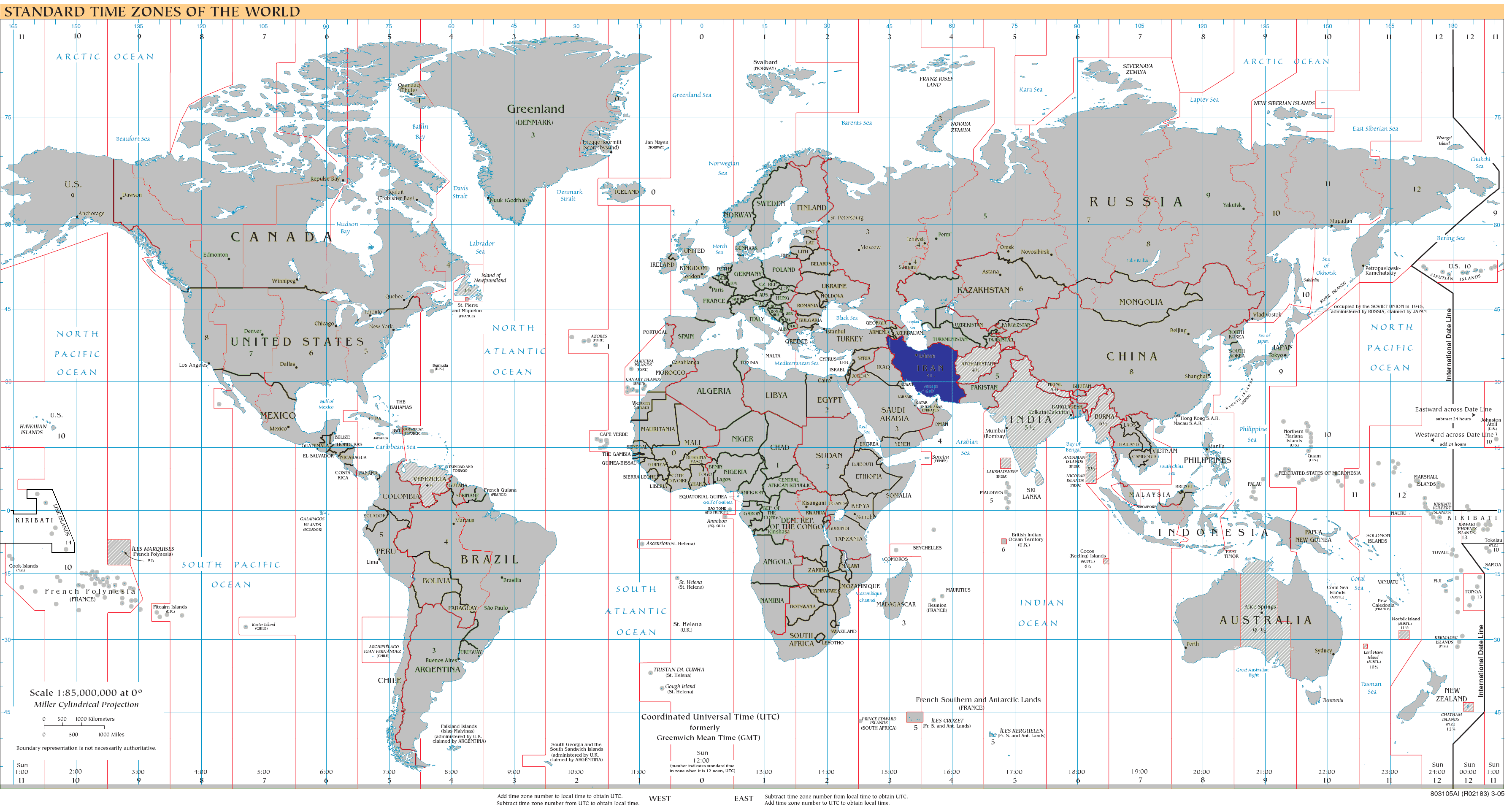
UTC+03:30: آبی (تمام سال)

یوتی‌سی ۳:۳۰+ (UTC+3:30) زمان‌بندی گرینویچ به اضافه ۳:۳۰ وقت نصف النهاری و ساعت رسمی در ایران است.
اکنون ۰۳:۴۶ به وقت گرینویچ برابر با ۰۷:۱۶ به وقت نصف النهاری ایران و زمان رسمی ایران است.
تعیین این زمان برای کشور ایران را گروهی به ریاست دکتر محمود حسابی انجام داد.

## ساعت رسمی (همه‌ی سال)
- ایران